# Steve Baker (Politiker)

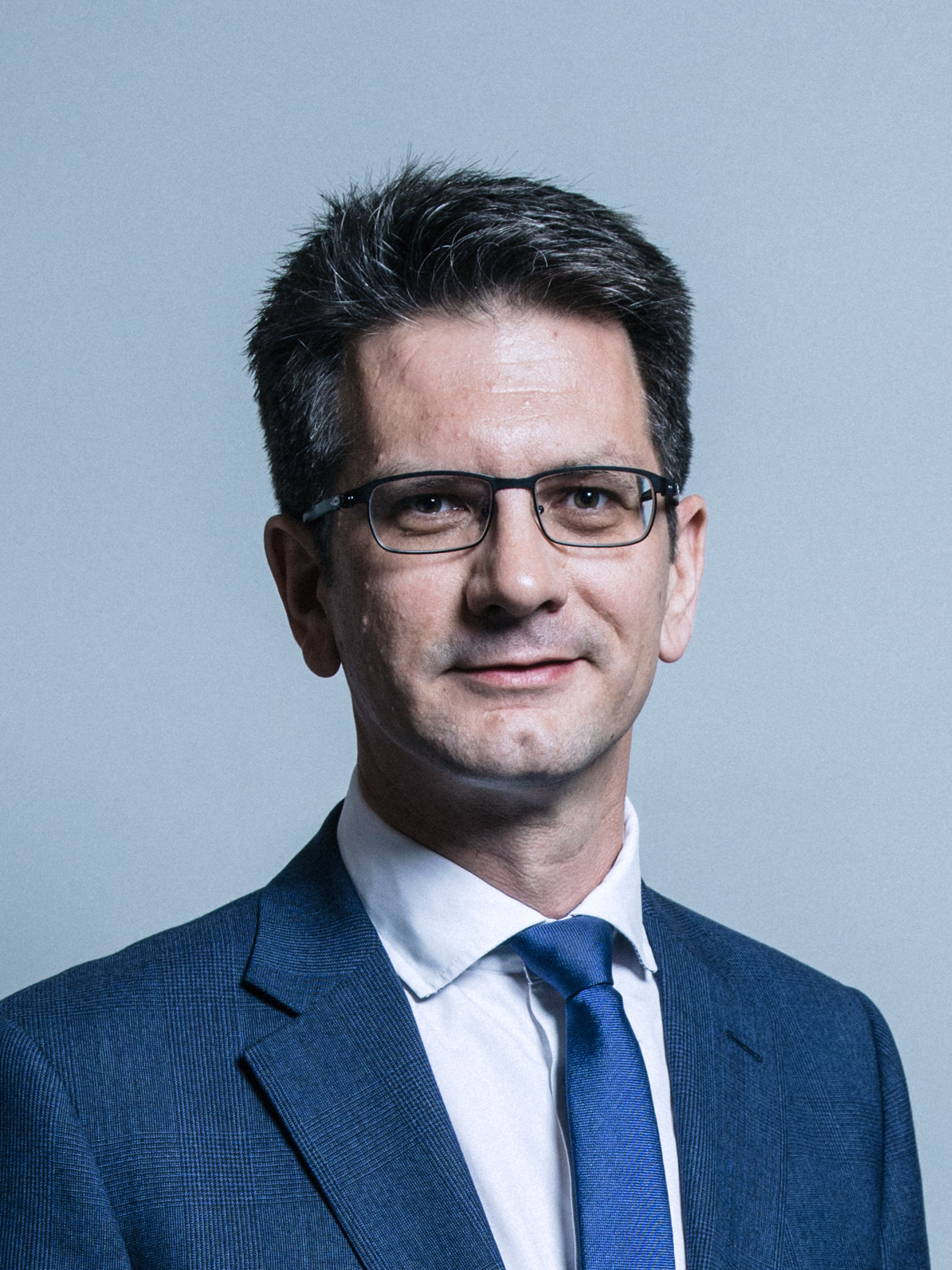
Steve Baker (Juni 2017)

Steven John Baker MP (* 6. Juni 1971 in St Austell) ist ein britischer Politiker. Er gehört der Konservativen Partei an und ist ein Befürworter des Brexits.
Von 2010 bis 2024 vertrat er den Wahlkreis Wycombe im House of Commons. 

## Karriere
Baker studierte Luft- und Raumfahrttechnik an der University of Southampton und am St Cross College. Später schloss er sich der Royal Air Force an.
Nachdem er im Oktober 2009 als Kandidat der Konservativen in Wycombe präsentiert, gewann er den Sitz bei den Britischen Unterhauswahlen 2010 mit 48,6 % der Wählerstimmen. Bei den folgenden Parlamentswahlen wurde er jeweils wiedergewählt, verlor seinen Parlamentssitz aber bei der Wahl im Juli 2024.

## Politische Positionen
Baker gilt als Angehöriger des rechten Flügels der Conservative Party und ist Mitglied der gesellschaftspolitisch konservativen Cornerstone Group. Er befürwortete den EU-Austritt des Vereinigten Königreichs.
Baker lehnt die Gleichgeschlechtliche Ehe ab.